# かりそめのスウィング
「かりそめのスウィング」は、1975年10月20日に発売された甲斐バンドの3枚目のシングル。

## 概要
2枚目のアルバム『英雄と悪漢』の先行シングル。「2匹目のドジョウは狙わない」として、前作『裏切りの街角』とは路線を変えた楽曲。
カップリングは、デビューのきっかけとなった楽曲。

## 収録曲
- 全作詞・作曲・編曲：甲斐よしひろ

1. かりそめのスウィング
2. ポップコーンをほおばって